# Кхоса (език)
Кхоса (МФА: [ˈkǁʰoːsa]) е един от официалните езици на ЮАР. Той се говори от около 7,9 милиона души — около 18% от населението на ЮАР. Характерна отличителна черта на езика са цъкащите съгласни. Дори и името, „кхоса“, започва с цъкащ звук.

## Обща информация

### История
Името Кхоса е име на един легендарен вожд. Членовете на етническата група, говореща кхоса, се наричат „амакхоса“ и наричат езика си „исикхоса“. Почто всички езици с цъкащи звуци са койсански езици и присъствието на цъкания в кхоса показва силната историческа връзка с койсанските съседи. Името „кхоса“ означава „разгневените хора“ на койсански.

### Географско разпределение
Езикът представлява най-югозападния клон на подсемейството нгуни на банту езиците. Както беше споменато, кхоса се говори като майчин език в Южна Африка, най-много в провинцията Източен Кейп. Зулуското име за Източен Кейп е всъщност „КваКхоса“, което означава „място на кхоса“ (Квазулу, разбира се, има аналогично значение — „място на зулу“. Кхоса се говори и в провинцията Западен Кейп, включително и в Кейптаун, и в Йоханесбург. Кхоса е втори по разпространение език в Южна Африка като цяло.

### Диалекти
Освен че е до голяма степен взаимно разбираем със зулу и тясно свързан с банту езиците, кхоса има няколко диалекта. Има спор между учените относно точното разграничение на диалектите. Една от класификациите е: (оригинален) кхоса, нгкика (смятан за „стандартен“), бхака, мпондо, гкалека, мфенгу, тембу, бомвана и мпондомисе.